# ستاره قطبی (فیلم ۱۹۴۳)
ستاره قطبی (انگلیسی: The North Star) فیلمی در ژانر جنگی به کارگردانی لوئیس مایلستون است که در سال ۱۹۴۳ منتشر شد.

## بازیگران
- آن بکستر
- دانا اندروز
- والتر هیوستون
- والتر برنان
- اریش فن اشتروهم
- آن هاردینگ
- کارل بنتون رید
- دین جاگر
- استر داله
- فارلی گرانگر
- فرانک ویلکاکس
- گریس کونارد
- جین ویثرز
- رابرت لووری
- روت نلسون
- ان کارتر